# Teuta Topi
Teuta Topi z d. Memo (ur. 13 czerwca 1961 w Tiranie) – albańska specjalistka z zakresu agronomii, żona b. prezydenta Republiki Albanii Bamira Topiego.

## Życiorys
Córka Sadika i Myzeje. Ukończyła szkołę średnią w Tiranie, po czym rozpoczęła studia agronomiczne na Uniwersytecie Rolniczym w Tiranie. Tytuł magistra uzyskała w zakresie agronomii a także nauki o środowisku. Studia podyplomowe odbywała w Missisipi State University (USA). Pracowała jako specjalistka ds. rozwoju terenów wiejskich w ministerstwie rolnictwa i wyżywienia, awansując na stanowisko kierowniczki Wydziału Polityki Rolnej. Reprezentowała Albanię w międzynarodowych projektach rozwojowych IRENE oraz Interreg III.
Swojego przyszłego męża poznała w 1986, ślub zawarli 21 lipca 1986. Ma z nim dwie córki Nadę (ur. 1984) i Etidę (ur. 1990). W związku z objęciem urzędu prezydenta przez jej męża przerwała pracę w ministerstwie rolnictwa. 27 maja 2011 odwiedziła Polskę, uczestnicząc w spotkaniu pierwszych dam krajów Europy Środkowej i Południowej.
Ma 168 cm wzrostu.